# トニ・カリオ
トニ・カリオ(よりフィンランド語に近い表記ではトニ・カッリオ、Toni Kallio、1978年8月9日 - )は、フィンランド、タンペレ出身の元サッカー選手、現サッカー指導者。現役時代のポジションはDF。

## 略歴
左のサイドバックが主なポジションであるが、センターバックや、2004年のノルウェーリーグ、モルデFK移籍後に挑戦した左ウイングなど、複数のポジションでもプレーできる柔軟性を兼ね備えている。
2008年1月、BSCヤングボーイズからフラムFCへローン移籍。2008年夏に完全移籍となった。
フィンランド代表には、HJKヘルシンキ在籍中の2000年に初選出された。これまで39試合に出場し、2ゴールを挙げている。なお、2008年9月10日の2010 FIFAワールドカップ・ヨーロッパ予選、ドイツ戦におけるフィンランド代表メンバーにも選出されている。
2013年にFCイルヴェスで現役を退いてからは同クラブで指導者としてサッカーに携わっており、2021シーズン途中の8月からトップチームの監督に就任した。

## 所属クラブ
- TPV 1996-1999

→ FCジャズ 1997 (loan)
- HJKヘルシンキ 2000-2004
- モルデFK 2004-2007
- BSCヤングボーイズ 2007-2008

→ フラムFC 2008 (loan)
- フラムFC 2008-2010

→ シェフィールド・ユナイテッドFC 2009-2010 (loan)
- バイキングFK 2010
- ムアントン・ユナイテッドFC 2011
- FCインテル・トゥルク 2011-2012
- FCイルヴェス 2012-2013